# Timandra (córka Tyndareosa)
Timandra (gr. Τιμάνδρα Timándra, łac. Timandra) – w mitologii greckiej królewna spartańska, królowa arkadyjska.

## Życiorys
Uchodziła za córkę Tyndareosa i Ledy oraz za siostrę Filonoe (Fylonoe), Fojbe (Febe), Klitajmestry, Heleny i Dioskurów (Kastora i Polideukesa).
Według jednej z wersji miała z Echemosem, który był jej pierwszym mężem, syna Ewandra (Euandrosa). Niezadowolona z małżeństwa, zostawiła Echemosa i poślubiła Fyleusa.